# ノエシス (アルバム)
『ノエシス』は、日本の音楽ユニット、eufoniusの17枚目のアルバム。2015年7月7日に発売された。

## 概要
前作『Καλυτερυζ』以来4か月ぶりのアルバムであり、『frasco』以来およそ1年半ぶりの自主制作ミニアルバムである。

## 収録曲
（特記以外、作詞：riya / 作曲・編曲：菊地創）
1. fanil[1:44]
2. 呪文の王国[3:42]
3. 非対称[4:20]
4. アポロニウス [4:33]
5. windward[3:50]
6. 夏の夢[4:27]
7. ノエシス[4:11]
作詞：riya / 作曲：riya、菊地創 / 編曲：菊地創
8. 呪文の王国 〜instrumental〜

## 参加ミュージシャン
- Guitar - 朝井泰生（#1-4,6）
- Piano - ただすけ（#2,4,6）
- Bass - 渡辺等（#4,6）
- Drum - 矢吹正則（#2,4,6）
- Violin -  真部裕（#3）
- Chorus - riya
- All Other Instruments - 菊地創